# 牛道村
牛道村（うしみちむら）は、かつて岐阜県郡上郡に存在した村である。
村名は、かつてこの地域に存在した郷の名、牛道郷に由来する。
1956年に合併で白鳥町となった後、現在は郡上市の一部である。かつての白鳥町の東部。長良川の支流の牛道川、阿多岐川沿いに位置する。

## 歴史
- 江戸時代、この地域は郡上藩領であった。
- 1897年（明治30年）4月1日 - 野添村、六ノ里村、西多村、陰地村、那留村が合併し、牛道村となる。
- 1956年（昭和31年）4月1日 - 白鳥町（初代）、北濃村と合併し、改めて白鳥町が発足。同日牛道村廃止。

## 学校
- 牛道村立牛道小学校（現・郡上市立牛道小学校）
- 牛道村立那留小学校（現・郡上市立那留小学校）
- 牛道村立牛道小学校六ノ里分校（1982年廃校）
- 牛道村立牛道小学校阿多岐分校（1982年廃校）
- 牛道村立牛道中学校（1965年に白鳥中学校に統合）